# Psychomyia mahadenna
Psychomyia mahadenna är en nattsländeart som beskrevs av Schmid 1961. Psychomyia mahadenna ingår i släktet Psychomyia och familjen tunnelnattsländor. Inga underarter finns listade i Catalogue of Life.